# Павлик Михайло Іванович
Миха́йло Іва́нович Павли́к (17 вересня 1853, Монастирське — 26 січня 1915, Львів) — український письменник, публіцист, громадський і політичний діяч. Дійсний член Наукового товариства імені Шевченка. Разом з Іваном Франком у 1890 році створили Русько-українську радикальну партію (РУРП).

## Життєпис
Народився у небагатій сім'ї землеробів і ткачів у с. Монастирське. Місцевість та, що називалася Гирівкою, — нині околиця районного центру Косів Івано-Франківської області. Винятковий вплив на виховання Михайла та його сестри Анни мала їхня мати Марія.
Закінчив Косівську школу, склав іспит за 4-й клас для навчання у Снятині. Продовжив навчання в Коломийській нижчій гімназії. Після її закінчення вступив до Львівської академічної гімназії, у 1874 р. став студентом філософського факультету Львівського університету.
Навчаючись, поринув у суспільно-громадське й культурне життя Львова. В середовищі студентів-українців активно виношувалися й обговорювалися ідеї національного визволення Галичини. М. Павлик з ентузіазмом підключився до роботи українофільських гуртків, встановивши тісні контакти з І. Франком. Першою їхньою спільною роботою було редагування науково-літературного часопису «Друг» — органу демократичної молоді Західної України.
В журналі друкувалися статті й матеріали про становище українців Галичини, переклади найцікавіших творів зарубіжних письменників, звіти про діяльність студентських товариств, наукові розвідки. Головною метою своєї громадської діяльності в цей час Павлик вважав формування нової концепції вітчизняної літератури, покликаної нести просвіту в соціальні низи і виховувати в інтелігенції почуття обов'язку перед власним народом, здатність до самопожертви та безкорисливого служіння загальнолюдським цінностям.
З приходом до редакції «Друга» М. Павлика розпочалися принципові реорганізації, боротьба за народну мову, проти «язичія». Внаслідок зусиль передової молоді на чолі з М. Павликом з весни 1876 року у «Друзі» остаточно перемагає й утверджується народна мова. Найсильнішим був критико-публіцистичний відділ, що тримався, по суті, на плечах М. Павлика та І. Франка.
М. Павлик був одним з перших редакторів в історії української газетно-журнальної періодики, видавцем, популяризатором наукових знань, художньо-мистецьких цінностей. Він відстоював реалізм у літературі, живу народну мову, наголошуючи на завданнях інтелігенції у літературно-публіцистичних працях «Лихі люди. Один листочок з життя», «Миколай Васильович Гоголь», «Потреба етнографічно-статистичної роботи в Галичині».
На ранньому етапі життєдіяльності Павлик допомагає у пересилці заборонених цензурою видань, перекладає твори закордонних філософів, економістів, соціологів. Поліція і влада постійно переслідують його та сестру, а 18 червня 1877 року після тривалого нагляду було знайдено привід заарештувати. В його помешканні було проведено обшук, під час якого вилучили чимало літератури, зокрема твори Ю. Федьковича, «Енеїду» І. Котляревського, «Катерину» Т. Шевченка, «Сорочинський ярмарок» М. Гоголя, «Борислав. Картини з життя підгірського народу» І. Франка, статті М. Драгоманова, інші київські та лондонські видання.
Після заборони «Друга» М. Павлику довелося докласти чимало зусиль для виходу в світ «Громадського друга». Перший і другий номери часопису поліція конфіскувала, а М. Павлика як редактора й автора оповідання «Ребенщукова Тетяна» було засуджено до шести місяців ув'язнення. На сторінках цього журналу М. Павлик виступає зі статтями, у яких закликав літературну молодь спрямовувати свій талант на захист народу.
Перекладав твори І. Тургенєва, Г. Успенського, М. Салтикова-Щедріна, О. Толстого, М. Лєскова, О. Пушкіна, М. Лермонтова, А. Чехова, В. Короленка та ін. Чимало перекладав з європейських літератур, зокрема ті твори, що мали народознавчу основу, могли прислужитися відродженню української культури.
Довгий час М. Павлик брав активну участь у роботі секцій та комісій Наукового Товариства імені Шевченка у Львові (НТШ), у виданні перекладних творів художньої та наукової літератури.
Продовжуючи традиції «Громадського друга», М. Павлик разом з І. Франком видавали «Дзвін» і «Молот», де 1878 року опублікували першу частину повісті Павлика «Пропащий чоловік». Співпрацював Павлик у багатьох виданнях, зокрема у львівській польськомовній газеті «Praca», де видрукував гостропубліцистичні статті та огляди з питань політики, економіки, селянського життя тощо.
Перебуваючи з 1879 до 1881 року в Швейцарії та на півдні Франції, М. Павлик, М. Драгоманов і С. Подолинський видавали журнал «Громада». Злободенними були дописи М. Павлика «Україна австрійська», «Новини з Австрійської України», його сестер Параски й Анни «От хто робить порядок меж людьми», «Мої і людські гріхи, а панська та попівська правда!».

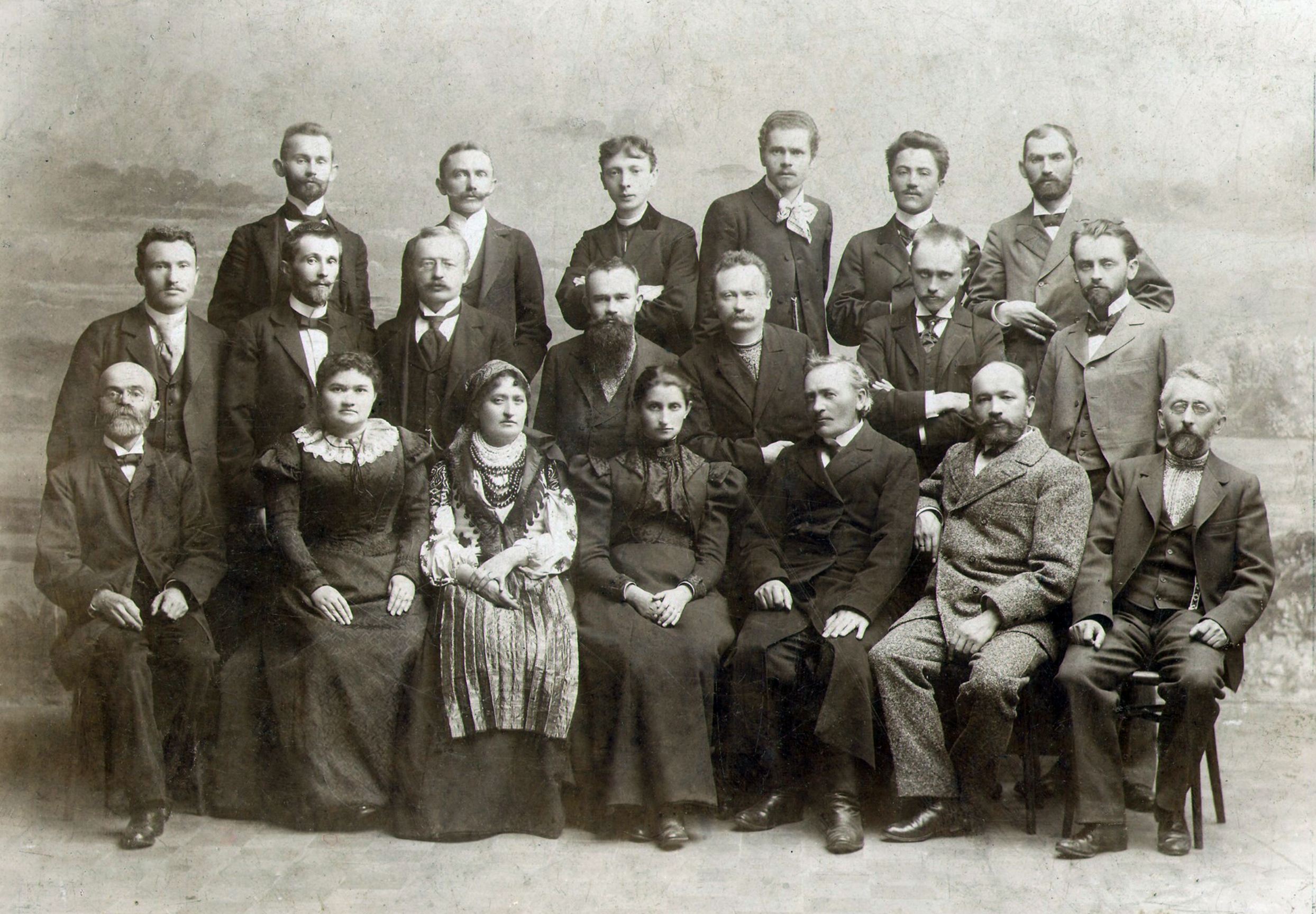
Учасники з'їзду українських письменників з нагоди 100-річчя виходу в світ «Енеїди» Котляревського, 1898 р: Сидять у першому ряду: Михайло Павлик, Євгенія Ярошинська, Наталія Кобринська, Ольга Кобилянська, Сильвестр Лепкий, Андрій Чайковський, Кость Паньківський. Стоять у другому ряду: Іван Копач, Володимир Гнатюк, Осип Маковей, Михайло Грушевський, Іван Франко, Олександр Колесса, Богдан Лепкий. Стоять у третьому ряду: Іван Петрушевич, Філарет Колесса, Йосип Кишакевич, Іван Труш, Денис Лукіянович, Микола Івасюк.

Упродовж тривалого часу М. Павлик досліджував проблему українського культурницького поступу, зокрема збирав і узагальнював матеріали про роботу читалень, освітніх товариств і спілок, писав про назрілі питання освіти.
На шпальтах демократичних видань підтримував багатьох письменників: Лесю Українку, Павла Грабовського, Леся Мартовича, Ольгу Кобилянську, Наталію Кобринську, Євгенію Ярошинську.
Особливо предметний характер народознавчих зацікавлень проступає у стосунках М. Павлика з М. Драгомановим та І. Франком, у його ставленні та оцінках тих праць учених, що стосуються безпосередньо історико-краєзнавчого, фольклорно-етнографічного пластів соціального буття. Власне, М. Павлик став учнем Драгоманова і був речником його ідей до самої смерті.
Підготував і видав (1899–1907 роках) 4-томне капітальне дослідження «Розвідки Михайла Драгоманова про українську народну словесність і письменство», кілька томів листування М. Драгоманова з передовими представниками науки, літератури, мистецтва, зокрема з І. Франком, М. Бучинським, Лесею Українкою та іншими, дослідження «Михайло Петрович Драгоманов (1841—1895). Єго юбилей, смерть, автобіографія і опис творів» (1896), «Пам'яті Михайла Драгоманова» (1902), «Михайло Драгаманов. Єго роль в розвою України» (1907), «Михайло Драгоманов як політик» (1911).

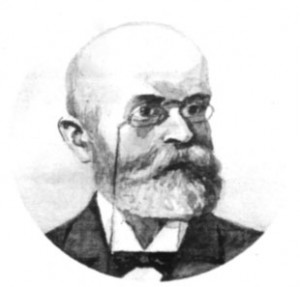
Михайло Павлик в останні роки життя

Чимало рецензій, відгуків написав М. Павлик на твори І. Франка, нерідко аналізував його окремі виступи і публікації в періодиці. Значною і понині є бібліографічна праця Павлика «Спис творів Івана Франка за перше 25-ліття його літературної діяльності, 1874—1898. На пам'ять його ювілею 30. ІХ. 1898» (1898).
У дослідницькій фольклористично-етнографічній діяльності М. Павлика чільне місце посідають матеріали, присвячені становищу жінки у тогочасному суспільстві.
У статті «Неволя женщин», дослідженнях «Про жоночу долю», «Причинок до етнографії „любові“», «В справі робітних людей і женщин у Галичині», «Дещо про рух русинок», «Товариство руських жінок на Буковині», «Ще із-за товариства руських жінок на Буковині», «Про емансіпацію жінки» та інших матеріалах дослідник обстоює потребу освіти жінок, створення умов для їхньої незалежності від чоловіків, рівності з ними у суспільному житті та діяльності, гарантування жінці свободи зборів, слова, совісті.
М. Павлику належить провідна роль у справі збирання, публікування, розповсюдження, збереження безцінних пам'яток української, загальнослов'янської та європейської культур. Завдячуючи йому, сьогоднішня українська і світова культури мають у своєму розпорядженні чимало із збереженої епістолярної спадщини видатних громадсько-культурних діячів: М. Драгоманова, Осипа Маковея, І. Франка, Лесі Українки, Мелітона Бучинського, Теофіла Окуневського, Сергія Степняка-Кравчинського, Наталії Кобринської, Соломії Крушельницької, Петра Карманського, Франтішека Ржегоржа, І. Палівки, А. Крушельницького, Г. Грабовського, Остапа Нижанківського, М. Лисенка, В. Стефаника, Ольги Кобилянської, Л. Мартовича, М. Черемшини.
Похований разом з сестрою Анною на Личаківському цвинтарі, поле № 21. Пам'ятник скромний, поряд з надгробком Іларіона Свєнціцького.

## Політична діяльність
Став одним з фундаторів першої модерної української політичної організації — Русько-української радикальної партії, заснованої у Львові 1890 року. У програмі, розробленій ним спільно з Франком, проголошувалася її головна мета: пробудження свідомості мас, перетворення їх на політичну силу, з вимогами якої мусила б рахуватися австрійська влада.
1894 року кандидував у Бродівському повіті на виборах до Галицького сейму.

## Художня література
Перший поетичний твір Михайла Павлика «Прийди, весно!», написаний на початку 1873 р., покладений на ноти Віктором Матюком, став популярною піснею, яку виконували на Галичині. У журналі «Друг» 1874 року М. Павлик надрукував вірші «Не забудь», «Влюблена», «Судьба», «В Карпатах», в альманасі «Дністрянка» за 1876 рік — вірш «Щаслива».
В архівних сховищах Центрального державного архіву-музею літератури і мистецтва України, в Києві, виявлено матеріали, що засвідчують активну поетичну працю М. Павлика упродовж 1872 року. Збереглося 8 рукописних зошитів віршів Павлика, датованих 9 січня — 13 грудня, написаних у Монастирську, Кутах, Львові, Вижниці.
Перу Михайла Павлика-прозаїка належить кілька оповідань та повістей. Перше своє оповідання він присвятив викриттю мілітаристської політики Австро-Угорщини, її вояччини, жорстокого режиму. Трагедію юнака, який зазнав солдатчини, усіх лихоліть загарбницької війни, з вражаючою психологічною достовірністю розкрито в оповіданні «Юрко Куликів».
У прозовому доробку М. Павлика є 2 повісті — «Пропащий чоловік» та «Вихора». У першій автор засуджує антинародну роль продажної частини інтелігенції, реакційних верств суспільства тогочасної Галичини. Порушується питання ставлення до жінки, її морального та духовного поневолення.